# آندره بلوک
 آندره بلوک (انگلیسی: André Bloc؛ ۲۳ مهٔ ۱۸۹۶ – ۸ نوامبر ۱۹۶۶) یک معمار، و مجسمه‌ساز اهل فرانسه بود.
وی همچنین برنده جوایزی همچون لژیون دونور شده است.